# Creu commemorativa de Peralada
La Creu commemorativa de Peralada és una creu de terme de Peralada (Alt Empordà) inclosa a l'Inventari del Patrimoni Arquitectònic de Catalunya.

## Descripció
Creu de terme que s'estructura amb una base de sustentació, quadrangular, disposada damunt un sòcol de lloses de pedra. La base està construïda amb conglomerat de morter de calç. La columna, o fust de la creu, és de base circular que s'enlaira en tres blocs de pedra, definits pel seu diàmetre diferenciat. Al capdamunt trobem la creu, de planxa de ferro pintada de color negre. Presenta els braços rectes amb motius decoratius de forja soldats als extrems i a la creuera. A l'anvers hi ha la imatge del crucificat, pintat de color platejat.